# 佐治儀助
佐治 儀助（さじ ぎすけ、弘化元年5月15日〈1844年6月30日〉- 1917年〈大正6年〉7月26日）は、明治から大正にかけて愛知県名古屋市で活動した実業家である。大須旭廓「寿楼（壽樓）」の営業主で、名古屋電灯の取締役や名古屋劇場常務取締役も務めた。

## 経歴
尾張国中島郡大里村（現在の愛知県稲沢市）の出身。弘化元年5月15日（1844年6月30日）、佐治儀右衛門の長男として生まれる。明治2年8月（1869年）に分家した。
佐治は名古屋市大須にあった旭廓（1923年に大須から移転し中村遊廓となる）の「寿楼」の営業主であった。その旭廓では、1892年（明治25年）3月、大須観音境内を火元とする大須大火に巻き込まれ、廓内を焼失するという事件があった。大火をうけて、旭廓では火災の原因となる石油ランプの全廃を決定、電灯を取り付けるべく既存の電灯会社名古屋電灯に団体割引による供給を申し込んだ。ところが、供給規定に沿った供給以外は不可能であると名古屋電灯に拒絶されてしまう。この顛末を知った愛知県会議長小塚逸夫を中心とする愛知電灯発起人は、佐治や「福岡楼」主の角田幸右衛門と交渉し、新しく立ち上げる電灯会社に旭廓も参加しないかと呼びかけた。その結果、愛知電灯は旭廓を営業の中心とすることとなり、佐治も会社に関係して1894年（明治27年）3月24日に開かれた愛知電灯創立総会にて取締役に選ばれた。
愛知電灯は名古屋電灯の競合会社として開業したものの、2年後の1896年（明治29年）4月に名古屋電灯へと吸収された。合併条件に愛知電灯株主中から役員を追加するという事項が含まれており、それに従って同年5月30日の株主総会で役員増員が実施されると、佐治は取締役に選出された。さらに1910年（明治43年）1月29日には、前日辞任した和達陽太郎に代わって常務取締役に就任した（常務は2人制であり創業者三浦恵民も在任）。ただし常務在任は短期間であり、同年6月1日付で辞任し、大株主として名古屋電灯に乗り込んできた福澤桃介に譲っている。佐治はその後も名古屋電灯取締役には留まり、長野県における木曽川水利権の獲得に尽力した。
実業界では他に劇場「御園座」を運営する名古屋劇場株式会社にも関わった。同社ではまず1904年（明治37年）2月監査役に挙げられる。1907年（明治30年）2月には取締役に移った。当時、初代社長兼専務長谷川太兵衛の死去をうけて宮地茂助が暫定的に社長兼専務の職を代行していたが、1907年3月、磯貝浩が新社長、佐治が新専務に就いた。佐治は以後1915年（大正4年）4月まで専務に在職している。
1916年（大正5年）2月、名古屋劇場株式会社の取締役から退いた。このころ健康を害しており退任後は療養していたが、同年8月糖尿病を発症し、翌1917年（大正6年）7月26日に死去した。73歳没。名古屋電灯取締役在任中の死去であった。木曽川水利権を分社化して発足した木曽電気製鉄（後の大同電力）は最初の発電所として木曽川賤母発電所を建設するにあたり、佐治の功労を称え朝倉文夫の製作による銅像を発電所構内の公園に建立した（現存せず）。

## 家族・親族
長男の佐治栄太郎（1873年生）は名古屋で庭石商を営み、1期のみだが名古屋市会議員も務めた。加えて1919年（大正8年）から1948年（昭和23年）に死去するまで父も関係した名古屋劇場の取締役を務めている。
後妻（栄太郎から見ると継母）の佐治くには岬国松の次女で1871年生まれ。くにはサントリー創業者鳥井信治郎の次男・敬三を佐治家の養子に迎えた。